# Dale kyrka
Dale kyrka (bokmål: Dale kirke, nynorska: Dale kyrkje) är en kyrkobyggnad i Lusters kommun i Vestland fylke i västra Norge.

## Kyrkobyggnaden
Kyrkan är uppförd i romansk och gotisk stil, av gråsten med hörn och infattningar i täljsten. Den vackra, rikt uthuggna gotiska västportalen gör att kyrkan kan dateras till omkring 1250; västtornet är tillfogat senare. I stället för den gamla öppna takstolen tillkom på 1600-talet ett platt loft. Kyrkan restaurerades 1903 av arkitekt Jens Z. Kielland. 1950 avtäcktes i koret kalkmålningar från cirka 1600, och under dem målningar från 1200-talet.

## Inventarier
Predikstolen är från 1633 och altartavlan från 1708. Här finns också en brudbänk från 1100-talet, ett krucifix från 1200-talet och en medeltida dopfunt i täljsten.